# Chris Corner
Chris Corner (23 gennaio 1974) è un musicista e cantautore britannico, meglio conosciuto per il suo lavoro nel gruppo elettropop Sneaker Pimps (di cui è uno dei fondatori) e per il suo progetto solista IAMX.

## Discografia

### Come IAMX
- 2004 – Kiss + Swallow
- 2007 – The Alternative
- 2009 – Kingdom of Welcome Addiction
- 2011 – Volatile Times
- 2013 – The Unified Field
- 2015 – Metanoia
- 2017 – Unfall
- 2018 – Alive in New Light
- 2020 – Echo Echo
- 2021 – Machinate
- 2023 – Fault Lines 1

### Con gli Sneaker Pimps
- 1996 – Becoming X
- 1999 – Splinter
- 2002 – Bloodsport
- 2021 – Squaring the Circle